# Homaspis slossonae
Homaspis slossonae là một loài tò vò trong họ Ichneumonidae.